# Kasane (manga)
Kasane (jap. 累－かさね－) – manga autorstwa Darumy Matsuury, publikowana na łamach magazynu „Evening” wydawnictwa Kōdansha od kwietnia 2013 do sierpnia 2018. Na jej podstawie powstał film live action, którego premiera odbyła się we wrześniu 2018.
W Polsce prawa do dystrybucji mangi nabyło wydawnictwo Waneko.

## Fabuła
Kasane Fuchi jest nastolatką, która ze względu na swój wygląd jest nieustannie dręczona przez rówieśniczki. Jej matka była z kolei kobietą o niespotykanej urodzie, która jednak zmarła przedwcześnie. Okazuje się, że Kasane posiada niezwykłe zdolności aktorskie, ale z czasem rozwinęła kompleks niższości, który sprawił, że stała się skrajnie introwertyczna. W pewnym momencie dziewczyna przypomina sobie jednak o ostatnim prezencie, jaki otrzymała od matki – specjalnej szmince, która po użyciu pozwala jej zamienić własną twarz z twarzą osoby całowanej. Młoda kobieta postanawia więc zrobić karierę w show-biznesie, zostając „złodziejką twarzy”.

## Bohaterowie
- Kasane Fuchi (jap. 淵 累 Fuchi Kasane)

Niezwykle brzydka dziewczyna, która w młodości była nieustannie dręczona przez rówieśników z powodu swojego wyglądu oraz faktu, że jej matka była niezwykłą pięknością. Pomimo swojego wyglądu potrafi grać z niesamowitymi umiejętnościami i wdziękiem. Jednak z powodu prześladowań, jakich doświadczyła w dzieciństwie, oraz jej własnego poczucia niższości, nie jest w stanie być sobą w obecności innych. Przed śmiercią matka przekazała jej w spadku tubkę szminki. Tubka ta ma magiczną moc, która pozwala Kasane zdobyć to, czego pragnie, jeśli pocałuje kogoś, nosząc szminkę – zazwyczaj chodzi o twarz innej osoby. Kiedy nosi czyjąś twarz, traci poczucie niższości i potrafi działać niemal bezbłędnie.
- Nina Tanzawa (jap. 丹沢 ニナ Tanzawa Nina)

Piękna kobieta, która pragnie zostać aktorką teatralną, ale brakuje jej talentu i cierpi na syndrom Śpiącej Królewny. Zgadza się oddać swoją twarz Kasane, pod warunkiem, że to ona będzie dostawać uznanie za wszystko. Jednak z czasem zaczyna być niezadowolona z tej relacji, smutna i zła, że jej talent nie jest doceniany. W końcu, podczas próby, wkrada się na scenę zamiast Kasane, ale kiedy jej występ zostaje określony jako zupełnie inny od "jej" poprzednich, próbuje popełnić samobójstwo, ale zapada jedynie w śpiączkę. Kasane utrzymuje jej ciało przy życiu w swoim domu, nadając jej tytuł Kasane i przyjmując imię Niny jako własne.
- Kingo Habuta (jap. 羽生田 釿互 Habuta Kingo)

Menadżer Sukeyo, a później Kasane. Jest jednym z niewielu ludzi, którzy znają prawdę o wyglądzie Kasane i Sukeyo oraz o tym, jak się zmieniły. Bardzo podziwia umiejętności aktorskie obu z nich. Zaczyna pomagać Kasane na prośbę jej matki przed śmiercią, a teraz ma nadzieję, że uczyni z Kasane aktorką równie znaną jak Sukeyo, a może nawet lepszą. Pierwotnie był reżyserem i to on obsadził Sukeyo w roli.
- Sukeyo Fuchi (jap. 淵 透世 Fuchi Sukeyo)

Matka Kasane, która zmarła na początku historii. Zostawiła jej tubkę szminki o dziwnych właściwościach, która pozwala Kasane zamieniać się twarzami z inną osobą, gdy ją pocałuje. Była znaną aktorką, ale ostatecznie okazuje się, że ona również używała szminki, tak jak obecnie robi to Kasane.
- Ichika Nishizawa (jap. 西沢 イチカ Nishizawa Ichika)

Koleżanka Kasane ze szkoły podstawowej. Była przywódczynią prześladowców w podstawówce. Próbowała dodatkowo upokorzyć Kasane, nominując ją do roli Kopciuszka w szkolnym przedstawieniu i uniemożliwiając jej wspólne próby z innymi, ale plan się nie powiódł, gdyż Kasane ćwiczyła sama i w pierwszej połowie przedstawienia wypadła znakomicie. Później zagroziła Kasane, by ta zrezygnowała z roli Kopciuszka na resztę przedstawienia, ale Kasane zamieniła się z nią twarzami i zamknęła ją w łazience, podając się za Nishizawę podczas reszty występu. Po przedstawieniu zabrała Nishizawę na dach, gdzie próbowała się z nią pogodzić, lecz bezskutecznie. W wyniku bójki policzek Kasane został rozcięty, co pozostawiło trwałą bliznę, a Nishizawa spadła z dachu i zginęła.
- Iku Igarashi (jap. 五十嵐 幾 Igarashi Iku)

Druga osoba, z którą Kasane zamieniła się twarzami. Była starszą koleżanką Kasane i kapitanem klubu aktorskiego. Jest miłą i kochającą dziewczyną, która próbowała zaprzyjaźnić się z Kasane, wyznając, że ona również była kiedyś prześladowana i że nie różnią się od siebie tak bardzo. Jej próby spełzły na niczym, gdy inni członkowie klubu wyjawili Kasane, że Iku była prześladowana z powodu swojej urody, w przeciwieństwie do brzydoty Kasane, i że różnica między nimi była ogromna. Zraniona i czująca się zdradzona, Kasane potwierdziła prawdę od Iku, jednak nie mogąc jej znienawidzić, potrafiła jedynie współczuć brzydkim dziewczynom, które kiedyś znęcały się nad Iku za to, że były do niej porównywane. Następnie Kasane odurzyła Iku i zajęła jej miejsce w przedstawieniu, zanim zwróciła jej twarz i później powiedziała, by ta trzymała się od niej z daleka na zawsze.

## Manga
Manga ukazywała się w magazynie „Evening” wydawnictwa Kōdansha od 23 kwietnia 2013 do 10 sierpnia 2018. Seria została również opublikowana w 14 tankōbonach, wydanych między 23 października 2015 a 7 września 2018.
W Polsce seria ukazała się nakładem wydawnictwa Waneko.
| Nr | Język japoński       | Język japoński         | Język polski         | Język polski           |
| Nr | Data wydania         | ISBN                   | Data wydania         | ISBN                   |
| --- | -------------------- | ---------------------- | -------------------- | ---------------------- |
| 1 | 23 października 2013 | ISBN 978-4-06-352485-7 | 21 grudnia 2021      | ISBN 978-83-8242-176-7 |
| Lista rozdziałów - 001. Kasane (jap. かさね) - 002. Kopciuszek (jap. シンデレラ Shinderera) - 003. Iku Igarashi (jap. 五十嵐 幾 Igarashi Iku) - 004. Pod tym samym rozgwieżdżonym niebem (jap. 同じ星空 Onaji hoshizora) - 005. Z dwóch różnych światów (jap. 違う生きもの Chigau ikimono) - 006. Miejsce, gdzie spadają gwiazdy (jap. 星の降る場所 Hoshi no furu basho) - 007. Gość (jap. 来訪者 Raihōsha) - 008. Pokusa (jap. いざない Izanai) |                      |                        |                      |                        |
| 2 | 23 stycznia 2014     | ISBN 978-4-06-352497-0 | 21 lutego 2022       | ISBN 978-83-8242-177-4 |
| Lista rozdziałów - 009. Nina Tanzawa (jap. 丹沢ニナ Tanzawa Nina) - 010. Mewa (jap. かもめ Kamome) - 011. Śpiąca królewna (jap. 眠り姫 Nemuri hime) - 012. Reita Ugou (jap. 烏合零太 Ugō Reita) - 013. Zepsucie (jap. 侵蝕 Shinshoku) - 014. Pocałunek (jap. キス Kisu) - 015. Gniew (jap. 逆鱗 Gekirin) - 016. Wygląd jest najważniejszy (jap. 見えるものがすべて Mieru mono ga subete) - 017. Dwie Niny (jap. 二人のニーナ Futari no Nīna) |                      |                        |                      |                        |
| 3 | 23 maja 2014         | ISBN 978-4-06-354516-6 | 21 kwietnia 2022     | ISBN 978-83-8242-178-1 |
| Lista rozdziałów - 018. Odwrócenie ról (jap. 落魄 Rakuhaku) - 019. Życie (jap. 息の根 Iki no ne) - 020. Niepokój (jap. 思惑 Omowaku) - 021. Wyznanie (jap. 懺悔 Zange) - 022. Cierpniowy zamek (jap. 茨の城 Ibara no shiro) - 023. Rzeczy, które warto chronić i te, które trzeba zniszczyć (jap. 守るべきもの 壊すべきもの Mamorubeki mono kowasubeki mono) - 024. Znimna krew (jap. 冷血 Reiketsu) - 025. Czerwona nić (jap. あかい糸 Akai ito) - 026. Światło z góry (jap. 孤高の光 Kokō no hikari) |                      |                        |                      |                        |
| 4 | 23 października 2014 | ISBN 978-4-06-354539-5 | 21 czerwca 2022      | ISBN 978-83-8242-179-8 |
| Lista rozdziałów - 027. Salome (jap. サロメ Sarome) - 028. Blask światła (jap. 閃光 Senkō) - 029. Nogiku (jap. 野菊) - 030. Biedne dziecko (jap. 因果の子 Inga no ko) - 031. Pragnienie (jap. 求める Motomeru) - 032. W ciemności (jap. 狭間の闇で Hazama no yami de) - 033. Więzy krwi (jap. 血の色の見えずとも Chi no iro no miezu tomo) - 034. Kruche więzi (jap. 硝子の糸 Garasu no ito) - 035. Fale nad brzegiem (jap. 波打ち際で Namiuchigiwa de) |                      |                        |                      |                        |
| 5 | 23 marca 2015        | ISBN 978-4-06-354564-7 | 22 sierpnia 2022     | ISBN 978-83-8242-180-4 |
| Lista rozdziałów - 036. Ślady (jap. 残痕 Zankon) - 037. Odwrócony wzrok (jap. 見ようとしない／見てはいけない Miyō to shinai/Mite wa ikenai) - 038. Wyciągnięta dłoń (jap. 差しのべられた手 Sashi noberareta te) - 039. Splamione ręce (jap. よごれた手のひら Yogoreta tenohira) - 040. Kłamstwo (jap. 嘘吐き Usotsuki) - 041. Yuuto Amagasaki (jap. 天ヶ崎祐賭 Amagasaki Yūto) - 042. Płomienie (jap. 業火 Gōka) - 043. Pod prąd (jap. 遡る Sakanoboru) - 044. Pęknięcie (jap. 亀裂 Kiretsu) |                      |                        |                      |                        |
| 6 | 23 lipca 2015        | ISBN 978-4-06-354583-8 | 21 października 2022 | ISBN 978-83-8242-181-1 |
| Lista rozdziałów - 045. Drzwi (jap. 扉 Tobira) - 046. Szklana menażeria (jap. ガラスの動物園 Garasu no dōbutsuen) - 047. Stłumiony dźwięk (jap. 砕け散る音 Kudake chiru oto) - 048. Dotyk (jap. 触れる Fureru) - 049. Piękne wspomnienie (jap. 白い記憶 Shiroi kioku) - 050. Strata (jap. 消失 Shōshitsu) - 051. Samotność (jap. 独白 Dokuhaku) - 052. Bolesny upadek (jap. 幕切れ Makugire) - 053. Samo dno (jap. どん底 Donzoko) |                      |                        |                      |                        |
| 7 | 20 listopada 2015    | ISBN 978-4-06-354598-2 | 21 grudnia 2022      | ISBN 978-83-8242-182-8 |
| Lista rozdziałów - 054. Lampka na ćmy (jap. 誘蛾灯 Yūgatō) - 055. Zagryzienie (jap. 喰い合い Kuiai) - 056. Powiązane (jap. 累ねる) - 057. Uformowana w ogniu (jap. 火と刻印 Hi to kokuin) - 058. Tęcza (jap. 虹 Niji) - 059. Rozkwit (jap. 咲く Saku) - 060. Kobieta imieniem Saki (jap. 咲朱という女 Saki toiu onna) - 061. Poparzona skóra (jap. 焼けた肌 Yaketa hada) - 062. Mozaika (jap. 色彩 Shikisai) |                      |                        |                      |                        |
| 8 | 22 kwietnia 2016     | ISBN 978-4-06-354615-6 | 21 lutego 2023       | ISBN 978-83-8242-183-5 |
| Lista rozdziałów - 063. Przepowiednia (jap. 予言 Yogen) - 064. Duch (jap. 亡霊 Bōrei) - 065. Pacjentka (jap. 患者 Kanja) - 066. Kolor krwi (jap. 血色 Kesshoku) - 067. Moment (jap. 束間 Tsuka no ma) - 068. Sen (jap. 睡眠 Suimin) - 069. Lampa (jap. 灯火 Tomoshibi) - 070. Miecz (jap. 短剣 Tanken) - 071. Ukąszenie (jap. 毒牙 Dokuga) |                      |                        |                      |                        |
| 9 | 23 sierpnia 2016     | ISBN 978-4-06-354632-3 | 21 kwietnia 2023     | ISBN 978-83-8242-184-2 |
| Lista rozdziałów - 072. Śmierć (jap. 終焉 Shūen) - 073. Pobudka (jap. 覚醒 Kakusei) - 074. Wieczność (jap. 不滅 Fumetsu) - 075. W deszczową noc część 1 (jap. 夜の雨の中より1 Yoru no ame no naka yori wan) - 076. W deszczową noc część 2 (jap. 夜の雨の中より2 Yoru no ame no naka yori tsū) - 077. W deszczową noc część 3 (jap. 夜の雨の中より3 Yoru no ame no naka yori surī) - 078. W deszczową noc część 4 (jap. 夜の雨の中より4 Yoru no ame no naka yori fō) - 079. W deszczową noc część 5 (jap. 夜の雨の中より5 Yoru no ame no naka yori faibu) - 080. W deszczową noc część 6 (jap. 夜の雨の中より6 Yoru no ame no naka yori shikkusu)                              |                      |                        |                      |                        |
| 10 | 22 grudnia 2016      | ISBN 978-4-06-354649-1 | 21 czerwca 2023      | ISBN 978-83-8242-185-9 |
| Lista rozdziałów - 081. W deszczową noc część 7 (jap. 夜の雨の中より7 Yoru no ame no naka yori sebun) - 082. W deszczową noc część 8 (jap. 夜の雨の中より8 Yoru no ame no naka yori eito) - 083. W deszczową noc część 9 (jap. 夜の雨の中より9 Yoru no ame no naka yori nain) - 084. Niekończący się epilog (jap. 終わらない終章 Owaranai shūshō) - 085. Dwie samotne dusze (jap. 二人の孤高 Futari no kokō) - 086. Obrót spraw (jap. 巡り、現れる Meguri, arawareru) - 087. Planetarium (jap. プラネタリウム Puranetariumu) - 088. Plejady (jap. すばる Subaru) - 089. Świadomość (jap. 知っている俤 Shitteiru omokage)                                                       |                      |                        |                      |                        |
| 11 | 23 czerwca 2017      | ISBN 978-4-06-354667-5 | 21 sierpnia 2023     | ISBN 978-83-8242-186-6 |
| Lista rozdziałów - 090. Kraniec (jap. 最果て Saihate) - 091. Fragmenty gwiazd (jap. 星・ひとしずく Hoshi · hito shizuku) - 092. Aktorka (jap. 女優 Joyū) - 093. Planowanie (jap. はかる Hakaru) - 094. Twarz, która nie istnieje (jap. 不在の顔 Fuzai no kao) - 095. Kobieta bez twarzy (jap. 顔のない女 Kao no nai onna) - 096. Ślady stóp (jap. はだしの足跡 Hadashi no ashiato) - 097. To, co zostało na dłoni (jap. てのひらに残る Tenohira ni nokoru) - 098. Widok znad ramienia (jap. 肩ごしの景色 Katagoshi no keshiki) |                      |                        |                      |                        |
| 12 | 23 października 2017 | ISBN 978-4-06-354691-0 | 23 października 2023 | ISBN 978-83-8242-187-3 |
| Lista rozdziałów - 099. Myśl kiełkująca na dnie serca (jap. むな底に顕つ Muna soko ni tatsu) - 100. Na powierzchni (jap. 表層のうえで Hyōsō no ue de) - 101. Pokazanie palcem (jap. さししめす指 Sashishimesu yubi) - 102. Owoce krwi (jap. 血の結晶 Chi no kesshō) - 103. Z dala od ciała (jap. 遠ざかる肉体 Tōzakaru nikutai) - 104. To samo życie (jap. 同じ生きもの Onaji ikimono) - 105. Świt (jap. 早暁 Sōgyō) - 106. Reżyser (jap. 演出家 Enshutsuka) - 107. Rzeczy, których nie widać (jap. 見えないもの Mienai mono) |                      |                        |                      |                        |
| 13 | 23 kwietnia 2018     | ISBN 978-4-06-511252-6 | 21 grudnia 2023      | ISBN 978-83-8242-188-0 |
| Lista rozdziałów - 108. Widoczny kształt (jap. 見えるは影 Mieru wa kage) - 109. Pragnienia skryte w cieniu (jap. 姿に望みし Kage ni nozomi shi) - 110. To, czego powinno się pragnąć (jap. のぞむべき鬼 Nozomu-beki oni) - 111. Szaleństwo kobiety (jap. 鬼女のはて Kijo no hate) - 112. Owoc część 1 (jap. 果実① Kajitsu Wan) - 113. Owoc część 2 (jap. 果実② Kajitsu tsū) - 114. Owoc część 3 (jap. 果実③ Kajitsu surī) - 115. Owoc część 4 (jap. 果実④ Kajitsu fō) - 116. Zamknięcie (jap. 仕舞 Shimai) |                      |                        |                      |                        |
| 14 | 7 września 2018      | ISBN 978-4-06-512567-0 | 21 lutego 2024       | ISBN 978-83-8242-189-7 |
| Lista rozdziałów - 117. Zrodzona z otchłani (jap. 奈落より生まれ Naraku yori umare) - 118. Błysk w ciemności (jap. 闇に明滅し Yami ni meimetsu) - 119. Podniesienie kurtyny (jap. 幕を出でて尚 Maku o idete nao) - 120. Desperacja (jap. もがく Mogaku) - 121. Na pustej scenie (jap. そして空舞台で Soshite kara butai de) - 122. W pustym ciele (jap. 空の身体のまま Kara no karada no mama) - 123. Paskudne, wprost obrzydliwe (jap. 醜く只醜く Miniku tada miniku) - 124. Aż do opuszczenia kurtyny (jap. 幕引く最期まで Maku hiku toki made) - 125. Nieuporządkowane fragmenty (jap. おどる、欠片たち Odoru, kakera-tachi) - 126. Ukłony (jap. カーテンコール Kāten kōru) |                      |                        |                      |                        |

## Film live action
Adaptacja w postaci filmu live action została zapowiedziana w 2018 roku, a w rolach głównych wystąpiły Kyoko Yoshine jako Kasane Fuchi i Tao Tsuchiya jako Nina Tanzawa. Reżyserem filmu został Yūichi Satō, scenariusz napisał Tsutomu Kuroiwa, a muzykę skomponował Yugo Kanno. Premiera w Japonii odbyła się 7 września 2018. Piosenką przewodnią filmu jest „Black Bird” autorstwa Aimer.